# 中山博道
中山 博道（なかやま はくどう / ひろみち、1872年3月19日〈明治5年2月11日〉 - 1958年〈昭和33年〉12月14日）は、日本の武道家。流派は神伝重信流、神道無念流剣術、神道夢想流杖術。称号は剣道範士、居合術範士、杖術範士。大日本武徳会から史上初めて剣・居・杖の三道で範士号を授与された人物である。

## 概説
旧加賀藩士（祐筆役）中山源之丞の八男として、現在の石川県金沢市に生まれる。明治維新の混乱で家が零落し、5歳のとき一家で富山県富山市に移住。8歳で同市の商家へ丁稚奉公に出され、働きながら剣術、柔術を学ぶ。
18歳のとき東京府神田西小川町の有信館道場（神道無念流・根岸信五郎）に入門。23歳で順免許、27歳で免許、28歳で師範代を許され、根岸の養子となる。中山家に復したのち、本郷真砂町に道場を建て、神道無念流・有信館を継承する。
神道夢想流杖術を内田良五郎に、無双神伝英信流居合を細川義昌に学ぶ。その後、大日本武徳会から前人未到の剣道・居合術・杖術の三範士号を授与され、昭和初期の剣道界において高野佐三郎と並ぶ最高権威者となった。
太平洋戦争後、戦犯容疑者として一時収監される。戦後は剣を捨てたが、武道団体の名誉職にあり、晩年の口述集が残された。「昭和の剣聖」、「最後の武芸者」と評される。

## 経歴

### 剣道

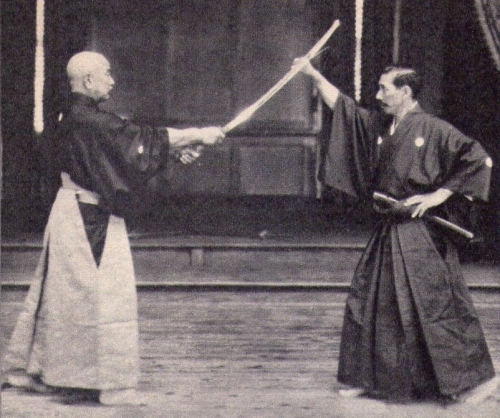
剣道形を演武する高野佐三郎と中山博道

少年時に富山市で斎藤理則から山口流（山口一刀流）を学び目録を授かる。また、14歳のとき囲碁の段位を取得する。17歳で上京。その目的は囲碁であったとも剣術であったともいわれる。1890年（明治23年）4月、18歳で神道無念流・根岸信五郎の道場・有信館の内弟子となる。身長160cm、体重60kg足らずの貧弱な体格から、到底ものにはならないだろうと言われたが、睡眠時間を4時間に削り、死ねばそれまでといわれる厳しい修行をして実力を付けた。1902年（明治35年）、免許皆伝を得て根岸の養子となり、神道無念流・有信館を継承した。
1912年（明治45年）、剣道形制定委員（全国で25名）の一人に選ばれ、師の根岸信五郎（主査委員）と共に大日本帝国剣道形制定に尽力する。昭和初期の剣道界で高野佐三郎（中西派一刀流）と並ぶ権威を持ち、複数回の昭和天覧試合でも模範演武などをつとめている。
太平洋戦争後、戦犯容疑者として一時収監される。戦後は形式的に剣道団体の名誉職に名を留める。1957年（昭和32年）、全日本剣道連盟から初の「剣道十段」授与を打診されたが、十段制度に反対し、受け取らなかった。
現代剣道の成立に強い影響を与えた指導者とされるが、博道自身はスポーツ的な現代剣道には批判的であった。晩年に全日本剣道選手権大会を見て、「選士連の竹刀捌きは、私から見て器用につきてはいるが、所詮あれは竹刀捌きで、忌憚なく申し述べれば、及第点をつけられる者は只の一人といない。よって竹刀選手権と改称されたがいいとさえ存じている。あんな攻防は日本刀ではとても思いもよらぬことであって、非常識も甚だしい。（中略）剣道が竹刀踊りの遊戯化したものに落ちないことを願う」と手厳しく批判している。
また、「竹刀競技で少しも差し支えない、難しいことはいうな、と一部の人々は言うが、元来この二つ（注：竹刀稽古と形稽古）は昔時においては一本であって、この一本が武道といわれた。二つに分けたことがそもそもの誤りで、武道に新古はない。この区別は大変な誤りで、竹刀即ち剣道も古武道即ち各流の形も皆一体となるのが当然である。恐らく今日の若い修業者は、竹刀で稽古を修めていることと、形や居合等の他の各流の教えとは別個なものであると考えられるに相違ない。これは私等の重大な責任と深く御詫び申しあげて置く次第である」とも述べている。

### 居合
博道が居合を志したのは、一説に後援者・渋沢栄一の居合に触発されたからといわれる。また、博道を慶應義塾剣道師範に任じた福澤諭吉も居合の達人であった。明治時代末期、「高知県（旧土佐国）に神伝重信流という一世唯一伝授が掟の居合が伝わっていると板垣退助と言っていた」と聞いた博道は、土佐藩出身の政治家で、無双直伝英信流第15代宗家・谷村亀之丞自雄の親族でもある板垣退助を訪ね、その口利きで、神伝重信流（神伝重信流下村派）の細川義昌に入門し、細川から免許を允可された。
博道は居合道界の傾向について、「居合自体は一術と雖も対者を予想しない形はないが、普通に於いては一人術の如く主客共に自然に思いがちであり、術も簡単である様考えられ、そこに安易感が生じ、只抜き切り差し納めが練れて三、四十本の本数を覚えた程度で、これが居合だとする考え方が多く、しかも一人での修行のため、優劣というか勝敗を目的にしていないいわゆる競争的刺激がない故、一寸ばかり慣れてくると、はや一角の器用者然として己れの刀法をと慢じないまでも、其れに近い考えになる傾きが非常に多い」と述べ、居合修行者が陥りやすい自己満足を戒めている。

### 試し斬り
試し斬りも積極的に稽古したが、あくまで居合完成としての試し斬りを行い、単なる据え物斬りや曲芸斬りを批判している。
第二次大戦中は陸海軍からの依頼で一日に500振り以上の軍刀の試し斬りを行った。自身は200振りくらい持っていたが、出征する門人たちに贈呈したために、戦後はほとんど手元に残らなかった。門人は戦地で功績を挙げた者も多かったが、その一方で、刀の平だったため敵を切れず殴りつける結果となった、であるとか、自分の刀で自分を斬ってしまった、といった失敗も多かった。これについて博道は、「剣道の修業者が刀を振って自分で自分の刀に切られ、刀を棒に代えて使用したのでは、全く暗然たらざるを得ない。竹刀で練習充分だから日本刀も同様だと考える多くの人に対する警告の実例」と嘆いている。

### 杖術
神道夢想流杖術を内田良五郎（玄洋社初代社長平岡浩太郎の実兄、黒龍会創始者内田良平の父）から学んだ。杖術を学んだことによって剣道の裏が分かり、杖の技が剣に大いに役立ったという。現代剣道、居合道と並ぶ現代杖道普及の端緒を開いた。

### 柔術
博道は、「故郷（富山市）においては剣道ではなく、柔術を9歳頃から17歳ぐらいまで修行した」と述べている。師は高山藤吉という人物であったという。その後柔術を人前で見せることはなかったようであるが、同じ根岸門下であった稲村幸次郎の道場を訪れた際には、稲村と様々な柔術流派の技を試し合ったという。
合気道創始者の植芝盛平と親交があり、弟子を植芝の道場皇武館に派遣して剣道を指導させたり、高弟の中倉清を植芝の婿養子にするなどした。
また、大学生時代に有信館の門人であった空手家の小西康裕（神道自然流空手創始者）によれば、当時、本土に伝わった唐手（空手）を低級な武道と見なす武道家が多い中、博道は唐手の真価を見抜き、「唐手は素手による剣術である」と評価したという。

### 異種稽古
弓術
弓術を28歳頃から55歳頃まで稽古した。屋外16間で稽古し、的前より巻藁を専らとして、弦目は最高4匁5分までに達し、総がけのみを心がけて、1寸1分までに至った。45歳のときにアメリカ艦隊が横浜に入港した際、「弓道対剣道」という異種試合があり、剣道側として出場した。木刀を持った博道に対し、弓道教士3人掛かりで白粉のついたタンポ矢を発射した。不利な条件であったが、袴に2ヶ所白粉が付く程度で済んだという。この経験から「飛び道具を相手にするときは体を動かすことが最大の防御手段である」と述べている。
西洋剣術
西洋剣術を研究して、1937年（昭和12年）に長男の中山善道と共著で『日本剣道と西洋剣技』を著した。
銃剣術
雖井蛙流剣術宗家の山根幸恵は海軍兵学校剣道教官時代に博道から対銃剣術の技を伝授され、その後は銃剣術を相手に苦しむことはなくなったという。
槍術
太平洋戦争中、倉敷の海軍予科練の剣道教師をしていた羽賀忠利（羽賀準一の弟）が、戦局の悪化による物資不足で海軍司令から槍術の指導を命じられ、羽賀は槍術の経験がなかったため博道のもとに2週間寄宿して槍術の指導を受けた。羽賀が突くと、博道は槍を脇と肘の関節で挟んで封じ、いくら引っ張ってもびくともしなかったという。

### 晩年

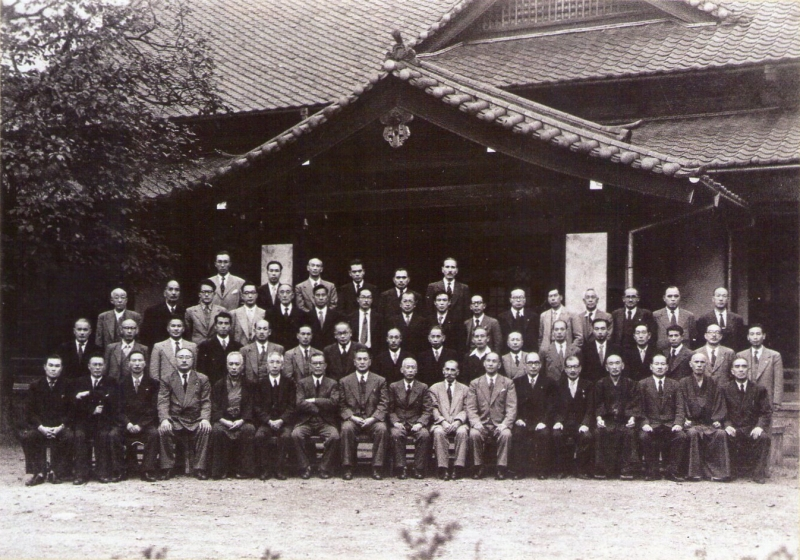
1952年（昭和27年）、全日本剣道連盟結成。前列中央木村篤太郎、隣中山博道

日本の敗戦後、大日本武徳会は占領軍（GHQ）の指令により解散し、剣道の組織的活動は禁止された。博道は戦犯容疑をかけられ、横須賀拘置所に収監された。無罪釈放されたが、高齢でもあったため疲弊し、戦後の混乱で有信館道場も人手に渡ってしまった。戦後は形式的に武道団体の名誉職に就くにとどまった。
1950年（昭和25年）頃から入退院を繰り返し、脳軟化症と診断された。1958年（昭和33年）、死去。享年86。全日本剣道連盟会長木村篤太郎が葬儀委員長を務め、青山斎場において日本剣道葬が執行された。正力松太郎、笹森順造、小川金之助、持田盛二など名士が参列した。戒名は大雄院殿無双博道大居士。師・根岸信五郎と同じ東京都港区南麻布の天真寺に葬られた。

## 段位称号
- 1893年（明治26年）、神道無念流目録
- 1902年（明治35年）、神道無念流免許皆伝
- 1906年（明治39年）、大日本武徳会剣道精錬証
- 1908年（明治41年）、大日本武徳会剣道教士
- 1920年（大正9年）、大日本武徳会剣道範士及び居合術範士
- 1922年（大正11年）、無双神伝英信流抜刀術免許
- 1927年（昭和2年）、大日本武徳会杖術範士
- 1957年（昭和32年）、全日本剣道連盟からの剣道十段を辞退

## エピソード
学歴
博道は小学校に入学しておらず、学歴がなかった。ただし武道の研究には熱心であり、弟子の質問に対し「知らぬ」と言ったことがなく、故事や実例をあげ、納得いくまで解説した。全国の剣道家の特徴、長所、短所をそらんじていた。
高野佐三郎との関係
博道と高野佐三郎は近代剣道の双璧と評されるが、高野が10歳年上である。博道が上京した当時、高野は既に明信館という道場を経営しており、根岸信五郎の有信館と近い場所（ともに現在の千代田区）にあった。博道がもし明信館に入門していれば高野佐三郎の弟子になっていたことになり、博道は生前に高野とよくこのことを話し合い、「縁とは面白いものだ」と語っていた。
高野が東京高等師範学校に奉職し嘉納治五郎の下で体育的な剣道を打ち立てたのに対し、博道はあくまで古流に依拠し、剣道がスポーツになりつつある状況を危惧していた。両者の剣道の方針は同じとは限らなかった。
なお、両者の試合記録はないとされるが、『月刊剣道日本』1984年5月号において、同紙編集者が笹森順造のノートに、済寧館で博道と高野が試合をして、高野が上段から博道の小手を見事に打ち勝負が決まった、との内容が書かれていたのを見たことがあると述べている。これについて小川忠太郎は、「高野先生は中山先生とやりたがりませんでした。あれはいつだったかなあ、こんなことがありましたよ。中山先生は高野先生とぜひ立合いたい。で、宮内省のお役人さんを動かして…（中略）それで高野先生は「やる」と承知したんですよ。（中略）大島治喜太先生に聞いたんですが、その試合の二、三組くらい前になったら、高野先生が『中山さん、私は右の膝が悪いからできない』と、ぱっと断っちゃった。（中略）これはどうかと思うな。高野先生が悪いですよ。引き受けた以上はやらなくちゃ」と述べている。
短い竹刀
博道の竹刀は1920年（大正9年）頃までは普通の竹刀と同じ長さであったが、刀と同じ尺度に切り詰めることを思い立ち、12、3年かけて、2尺8寸まで短くした。これを試合に用いた感想として、「遠間から勝つには相当苦労したが、近間に入れば返し技が至極よく決まった。今の私には、長い竹刀は無駄であるとしか考えられない」と述べている。
体当たり
身長160cm、体重60kg足らずの小柄な体格であったが、剣道の稽古では体当たりで倒されたことがなかったという。逆に、大相撲引退後に有信館に入門した元横綱・大錦卯一郎を体当たりで倒したことがある。その理由は抜群の足さばき、体さばきにあったという。
80歳まで若者に負けない
剣道は、正しく修行した者ならば80歳までは若者に負けることはないという。
指導
弟子への指導は厳しく、範士・教士であっても打ち据え、「出来損ないめ」と叱咤した。特に実子善道に厳しかった。自分が師の根岸信五郎から褒められたことがなかったことから、弟子を褒めることは滅多になかった。その反面、門外の者には甘く、よく褒めた。試合や昇段審査では、門外の者を優先して、弟子を後回しにした。博道の審判で弟子が勝ちを得るのは数えるほどしかなかった。
白道着
道場内の衛生に気を遣い、白色の稽古着、袴を採用した。白色は汚れが目立つため洗濯する者が増え、衛生状態が良くなったという。当時白袴は神官が履くもので剣道家が履くのは奇異とされたが、その後普及した。現在も皇宮警察（済寧館）の剣道家は白道着・白袴を正装としている。
長男・中山善道
長男の中山善道は博道の後継者として嘱望されていたが、博道の死と前後して剣道界から消息を絶った。『剣道日本』からの依頼で博道の伝記を執筆することになった堂本昭彦は手を尽くして善道の消息を求め、取材に至った。善道は、これまで沈黙して淀んでいたものが一挙に吹き出る感じで話し始めたという。堂本はこの取材をもとに『中山博道 剣道口述集』、『中山博道有信館』などを著し、これらは現在、博道に関する一級資料となっている。

## 雇用先
官庁、企業、大学に剣道師範として招聘され、多いときは1日5回以上稽古していた。
- 海軍（勅任技官）
- 警視庁（主席師範）
- 宮内省皇宮警察部
- 鉄道省
- 三井財閥
- 三菱財閥
- 慶應義塾
- 中央大学
- 東京帝国大学
- 法政大学
- 明治大学
- 二松學舍大学
- 大東文化大学

## 交流のあった人物
交流のあった人物は多い。Wikipedia内に記事が存在する人物を中心に記載する。（五十音順）

### 武道家
- 植芝盛平（合気道創始者。博道の高弟中倉清を養子とした）
- 植田平太郎（博道と同時期の細川義昌門人、無双神伝抜刀術兵法十七代宗家）
- 大浦兼武（政治家。大日本武徳会会長）
- 大錦卯一郎（大相撲第26代横綱。引退後、有信館に入門）
- 勝瀬光安（水鷗流第14代。博道が「碧雲館」道場を命名）
- 紙本栄一（居合道範士九段、剣道範士八段）
- 木村栄寿（長州藩伝神道無念流、夢想神伝重信流抜刀術）
- 木村篤太郎（政治家。全日本剣道連盟初代会長。東京帝国大学の剣道部で博道に学んだ）
- 黒田泰治（富山県出身の同郷にあたる）
- 小西康裕（神道自然流空手創始者）
- 今裕（医学博士。慈恵大学教授時代有信館に入門）
- 正力松太郎（政治家。柔道十段。富山県出身の同郷にあたる）
- 末次留蔵（有信館で学んだ夢想神伝流を九州に広めた）
- 末弘厳太郎（東京帝国大学法学部教授。有信館で剣道を学んだ）
- 檀崎友彰（大相撲前頭筆頭。戦後、居合道範士九段）
- 寺井知高（大村藩伝神道無念流）
- 中倉清（昭和の武蔵とよばれた。剣道・居合道範士九段）
- 中島五郎蔵（警視庁剣道師範。剣道・居合道範士九段）
- 中村吉右衛門（歌舞伎役者。機会あるごとに博道を訪ね、居合を学んだ）
- 中山善道（博道の実子）
- 野間清治（講談社創業者。野間道場を開き、博道を歓待した）
- 野間恒（講談社第2代社長。昭和天覧試合優勝）
- 羽賀準一（一剣会羽賀道場、日本剣道協会の祖）
- 橋本統陽（有信館幹事長）
- 橋本正武（統陽の甥。有信館に住み込みながら東京帝国大学を卒業）
- 福島小一（剣道範士、居合道範士九段、杖道範士）
- 細田謙蔵（大学教授。博道に有信館への入門を勧めた）
- 望月稔（養正館武道創始者）
- 森寅雄（全米フェンシング選手権準優勝）
- 山蔦重吉（『夢想神伝流居合道』を著す）
- 山本忠次郎（1926年の台覧試合、1934年の天覧試合で優勝）
- 渡辺昇（政治家。元練兵館塾頭。根岸信五郎の兄弟子）

### 後援者
有信館には、後援者として政財界の人物も参加していた。門人を兼ねる者もいた。
- 赤星鉄馬
- 今村繁三
- 岩崎小弥太
- 岡田啓介
- 小室三吉
- 近藤滋弥
- 渋沢栄一
- 奈良武次
- 野口遵
- 畠山一清
- 服部金太郎
- 浜口雄幸
- 早川千吉郎
- 林銑十郎
- 三井八郎右衛門
- 三井守之助
- 森村市左衛門
- 渡辺七郎